# روبرتو بارونیو
روبرتو بارونیو (به ایتالیایی: Roberto Baronio) بازیکن فوتبال و مدافع اهل ایتالیا است که از سال ۲۰۰۵ میلادی عضو تیم ملی فوتبال ایتالیا بوده و در ۱ بازی ملی حضور داشته‌است. روبرتو در بازی‌های ملی‌اش گلی به ثمر نرساند. وی آخرین بازی ملی خود را در سال ۲۰۰۵ میلادی انجام داد.